# Nikolaus Heideloff
Nikolaus Innocentius Wilhelm Clemens Heideloff (* 1761 in Stuttgart; † 1837 in Den Haag) war ein deutscher Radierer und Kupferstecher.

## Leben
Sein Vater war der Stuttgarter Hofvergolder Carl Heideloff (1737–1803). Seine Mutter war Theresia Malterre (1731–1779), eine Tochter von Peter Heinrich Malterre (oder Malter), der als Tanzmeister an der Karlsschule angestellt war. Unter den 8 Kindern des Ehepaars waren der Maler Viktor Heideloff, der Bildhauer und Maler Heinrich Heideloff, der Maler Carl Heideloff (1770–1816) und der Maler und Vergolder Jean Heideloff.
Er war ein Schüler Johann Gotthard von Müllers und wurde an der Hohen Karlsschule ausgebildet. Als Pensionär des Herzogs Carl kam er dann nach Paris, wo er unter Charles Clément Bervic seine Studien fortsetzte. Bervic gab ihm unter anderem den Auftrag, ein Porträt des Königs Ludwig XVI. zu stechen. Nach dem Ausbruch der Französischen Revolution vernichtete Heideloff aber die Platte zu diesem Werk und floh mit Hilfe eines Freundes nach England. Die nächsten 30 Jahre hielt er sich in London auf. Dort gab er die Gallery of Fashion heraus, die von 1794 bis 1803 monatlich erschien. Sie galt als die wohl luxuriöseste Modezeitschrift ihrer Zeit. Im Jahr 1815 ernannte ihn Wilhelm I., König der Niederlande, zum Direktor der Gemäldegalerie in Den Haag.
Zu seinen frühen Werken gehört eine Radierung nach einer Zeichnung Viktor Heideloffs, die eine Jagd am Bärensee darstellt. Diese Schaujagd, bei der 6000 Stück Wild in den See getrieben und abgeschossen wurden, wurde zu Ehren des russischen Thronfolgerpaares veranstaltet, das ab dem 17. September 1782 zehn Tage lang in Württemberg zu Gast war. Das Bild enthält eine der wenigen Darstellungen der ersten Gestalt des Bärenschlössles, wie es zur Zeit Herzog Carl Eugens bestand.

## Bilder

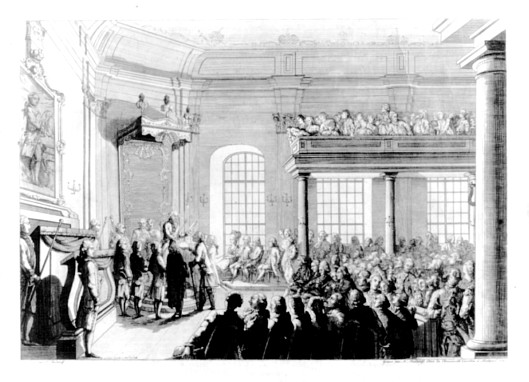
Preisverteilung an der Hohen Karlsschule
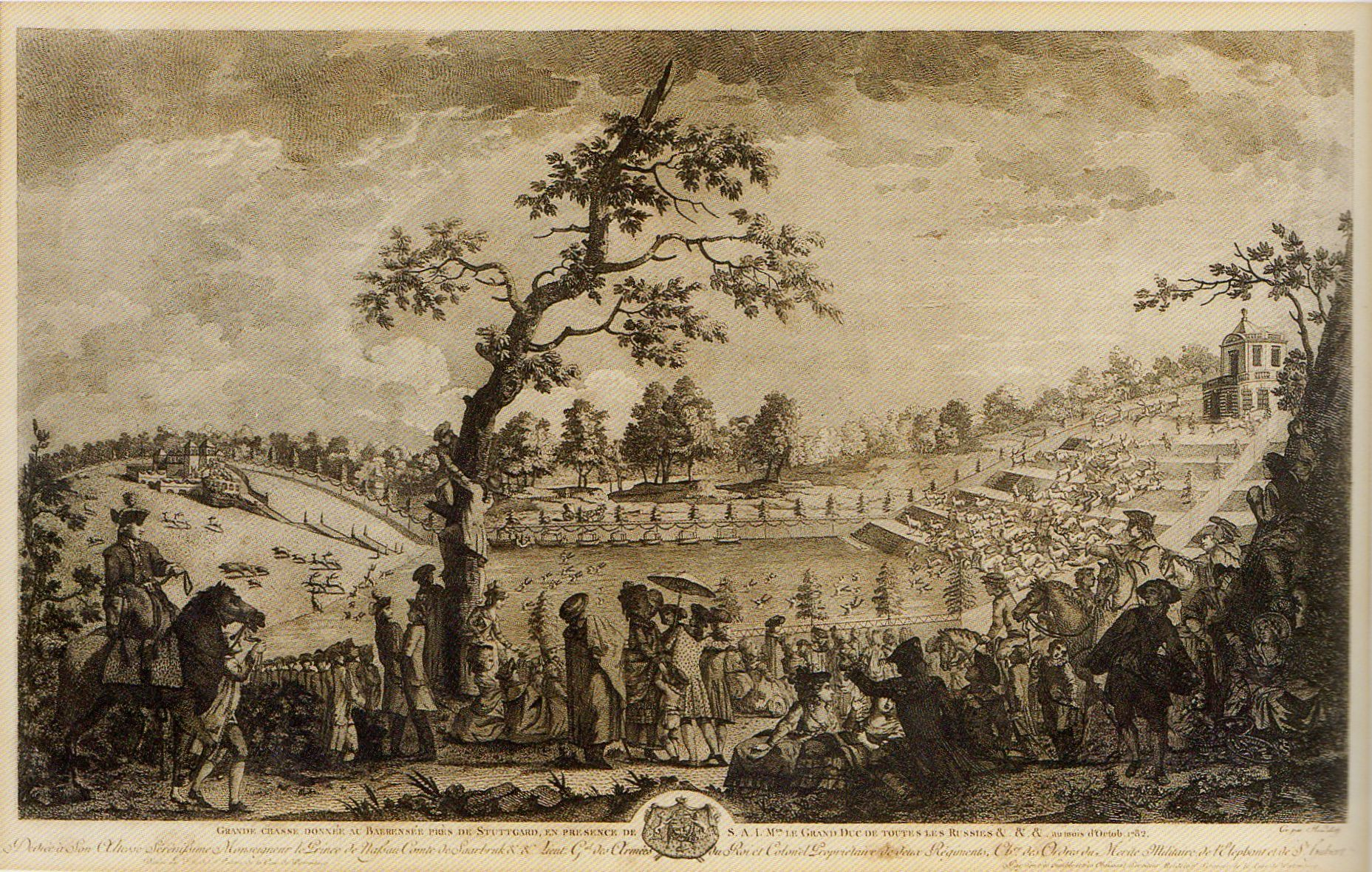
Jagd am Bärensee
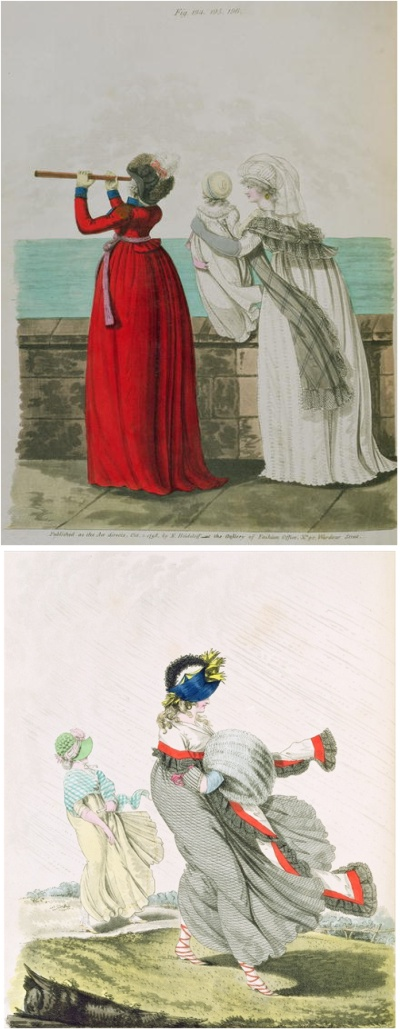
„Morning Dresses“